# Fevers and Mirrors
Fevers and Mirrors ist das dritte Album von Bright Eyes. Es wurde Ende des Jahres 1999 in den Presto! Recording Studios in Lincoln, Nebraska aufgenommen und im Mai 2000 über Saddle Creek veröffentlicht.

## Titelliste
1. A Spindle, a Darkness, a Fever, and a Necklace  – 6:28
2. A Scale, a Mirror and Those Indifferent Clocks  – 2:44
3. The Calendar Hung Itself...  – 3:55
4. Something Vague  – 3:33
5. The Movement of a Hand  – 4:02
6. Arienette  – 3:45
7. When the Curious Girl Realizes She Is Under Glass  – 2:40
8. Haligh, Haligh, a Lie, Haligh  – 4:43
9. The Center of the World  – 4:43
10. Sunrise, Sunset  – 4:32
11. An Attempt to Tip the Scales  – 8:29
12. A Song to Pass the Time  – 5:30

Nach dem vorletzten Lied An Attempt to Tip the Scales folgt ein gefaktes Radiointerview mit Sänger Conor Oberst. In Wirklichkeit imitiert Todd Baechle (von The Faint) die Stimme von Oberst. Der Interviewer ist Matt Silcock. Anhand des Inhalts des Interviews kann der Hörer allerdings  bereits erahnen, dass das Interview wahrscheinlich gefakt ist.

## Rezeption
Das Album schaffte es wie schon seine Vorgänger nicht in die US-amerikanischen Album-Charts, erhielt jedoch schon bei Veröffentlichung überwiegend positive Kritiken. So vergab etwa Allmusic 4,5 von 5 Punkten und verglich den Stil des Albums mit Bands wie Radiohead, Blur, und Suede. Gleichzeitig wurde aber auch angemerkt, dass das Album lo-fi klinge. Beim New Musical Express erhielt das Album eine 7/10.
Pitchfork Media gab hingegen bei Albumveröffentlichung mit einer Note von 5,2 von 10 möglichen Punkten eine eher durchschnittliche Wertung ab. Trotzdem schaffte es das Album bei Pitchfork später immerhin auf Platz 170 der besten Alben der 2000er Jahre und der Song The Calendar Hung Itself... auf Platz 252 der besten Songs 2000er Jahre.

## Beteiligte Musiker
- Conor Oberst – Gitarre, Klavier, Rhodes, Orgel, Gesang u. a.
- Mike Mogis – Vibraphone, Glockenspiel, Mandoline, Klavier, Percussion u. a.
- Tim Kasher – Akkordeon
- Jiha Lee – Flöte, Gesang
- Andy LeMaster – Gesang, Bass, Gitarre, Percussion, Mellotron
- A. J. Mogis – Klavier
- Clint Schnase – Schlagzeug
- Todd Baechle – Keyboard
- Joe Knapp – Schlagzeug, Percussion, Gesang
- Matt Maginn – Bass